# Torkel i knipa
Torkel i knipa (danska: Terkel i knibe) är en dansk animerad komedifilm från 2004, regisserad av Stefan Fjeldmark efter en idé av Anders Matthesen och manus av Anders Matthesen och Mette Heeno. Filmen är baserad på Matthesens radioföljetong Arne fortæller... Terkel i knibe, och handlar om pojken Torkel som blir mobbad i skolan. Alla röster till alla rollfigurer och sånger framförs av Anders Matthesen i originalversionen och av Felix Herngren i den svenska versionen.

## Handling
Torkel är en vanlig trettonåring som försöker vara snäll och undvika att hamna i bråk. Hans bäste vän Jason går däremot ständigt beredd med ett järnrör i fickan. När Torkels alkoholiserade gammelmorbror Stuart spöar upp klassens två värstingar, Sten och Saki, överger de sitt vanliga offer, Fläsk-Doris, och ger sig på Torkel istället. Samtidigt dyker mystiska dödshot upp var han än befinner sig.

## Röster

### Svensk version
- Röst och sång – Felix Herngren[1]

- Röstregi – Leif Westerlund
- Översättning – Sofia Caiman
- Producent – Anneli Edström
- Sånginstudering – Anders Öjebo
- Inspelning – Jonathan Edström
- Mixning – Andreas Frank

## Mottagande
Filmen fick ett positivt mottagande och blev snabbt en publiksuccé i Danmark där den sågs av 375 000 personer på bio, vilket gjorde den till den mest sedda filmen 2004. Filmen mottog även flera nomineringar och priser.
2019 uppfördes en musikal baserad på filmen; Terkel – The Motherfårking Musical, och 2018 kom den självständiga uppföljaren Rutiga ninjan som utspelar sig i samma stad och handlar om Torkels kusin Alex.

## Musik
Filmen innehåller låtarna "Fuck off and die", "Historien om Quang", "Vem är du själv", "Be om hjälp", "Jag kommer till dig" och "Arne är så cool".